# 김호정 (1968년)
김호정(1968년 3월 10일 ~ )은 대한민국의 연극 배우이다.
- 1992년 미국으로 이민 하고 미국 로스엔젤레시 연극배위 데뷔 하였다.
- 1996년 한국 돌아온뒤 한국 연극 배우 데뷔 이전하였다.
- 1999년  데뷔작 영화 《침향》으로 활동해 대중적으로 알려졌다.

## 학력
- 동국대학교 연극영화과 (졸업)

## 출연

### 영화 작품
- 2024년 《보고타: 마지막 기회의 땅》 - 국희 어머니 역
- 2022년 《오마주》 - 홍재원 역
- 2020년 《젊은이의 양지》 - 세연 역
- 2020년 《프랑스여자》 - 이미라 역
- 2019년 《비스트》 - 오 마담 역
- 2018년 《영주》 - 향숙 역
- 2018년 《상류사회》 - 허윤주 역
- 2018년 《메멘토모리》 - 윤희 역
- 2018년 《괴물들》 - 예리 모 역 (특별출연)
- 2017년 《조작된 도시》 - 권유 엄마 역
- 2016년 《당신, 거기 있어줄래요》 - 송혜원 역
- 2015년 《화장》 - 아내 역
- 2009년 《로니를 찾아서》 - 미선 역 (특별출연)
- 2007년 《즐거운 인생》 - 기영 처 역
- 2006년 《모두들, 괜찮아요?》 - 아내 민경 역
- 2006년 《피터팬의 공식》 - 유인희 역
- 2004년 《꽃피는 봄이 오면》 - 연희 역
- 2004년 《여자는 남자의 미래다》 - 문호 처 박보령 목소리 역 (특별출연)
- 2001년 《나비》 - 안나 역
- 2000년 《플란다스의 개》 - 배은실 역
- 1999년 《침향》 - 진경 역

### 드라마
- 2024년 Netflix 《트렁크》 - 백유심 역
- 2022년 MBC 《닥터 로이어》 - 조정현 역
- 2021년 OCN 《키마이라》 - 이화정 역
- 2021년 JTBC 《너를 닮은 사람》 - 이정은 역
- 2021년 MBC 《오! 주인님》 - 윤정화 역
- 2020년 OCN 《써치》 - 용희라 역
- 2020년 SBS 《하이에나》 - 김민주 역
- 2019년 JTBC 《초콜릿》 - 한선애 역
- 2019년 tvN 《아스달 연대기》 - 초설 역
- 2019년 JTBC 《리갈 하이》 - 송은혜 역
- 2018년 OCN 《신의 퀴즈: 리부트》 - 서인숙 역
- 2018년 JTBC 《스케치》 - 조민숙 역
- 2018년 MBC 《검법남녀》 - 오화수 역
- 2018년 OCN 《미스트리스》 - 나윤정 역
- 2018년 OCN 《그남자 오수》 - 처녀보살 역
- 2017년 SBS 《조작》 - 서연희 역
- 2017년 tvN 《크리미널 마인드》 - 안여진 역
- 2017년 JTBC 《청춘시대 2》 - 조은의 어머니 역
- 2015년 SBS 《풍문으로 들었소》 - 엄소정 역
- 2004년 MBC 《12월의 열대야》

### 연극
- 2010년 옥수수 밭에 누워있는 연인
- 2008년 애쉬즈 투애쉬즈
- 2004년 갈매기
- 2003년 보이체크
- 2001년 첼로와 케찹
- 1996년 꽃잎같은 여자 물위의 지고

## 수상 및 후보
| 연도 | 시상식                     | 부문                       | 작품                      | 결과 |
| ---- | -------------------------- | -------------------------- | ------------------------- | ---- |
| 1997 | 제33회 백상예술대상        | 연극부문 인기상            | 꽃잎같은 여자 물위에 지고 | 수상 |
| 2001 | 로카르노 국제영화제        | 청동표범상                 | 나비                      | 수상 |
| 2001 | 제37회 백상예술대상        | 연극부문 여자 최우수연기상 | 바다의 연인               | 수상 |
| 2015 | 제51회 백상예술대상        | 영화부문 여자 조연상       | 화장                      | 수상 |
| 2015 | 제35회 황금촬영상          | 인기여우상                 | 화장                      | 수상 |
| 2015 | 제16회 올해의 여성영화인상 | 촬영감독들이 뽑은 연기상   | 화장                      | 수상 |
| 2021 | 제8회 들꽃영화상           | 여우주연상                 | 프랑스여자                | 수상 |